# Condado de Bonner
El condado de Bonner (en inglés: Bonner County) fundado en 1907 es un condado en el estado estadounidense de Idaho. En el 2000 el condado tenía una población de 36 835 habitantes en una densidad poblacional de 8.2 personas por km². La sede del condado es Sandpoint.

## Geografía
Según la Oficina del Censo, el condado tiene un área total de 4972 km² (1919,7 mi²), de la cual 4501 km² (1737,8 mi²) es tierra y 471 km² (181,9 mi²) (9.5%) es agua.

### Condados adyacentes
- Condado de Boundary - norte
- Condado de Lincoln - este
- Condado de Sanders - sureste
- Condado de Shoshone - sureste
- Condado de Kootenai - sur
- Condado de Spokane - suroeste
- Condado de Pend Oreille - noroeste

### Carreteras
- - US 2
- - US 95
- - SH-41
- - SH-57
- - SH-200

## Demografía
En el 2000 la renta per cápita promedia del condado era de $$32 803, y el ingreso promedio para una familia era de $37 930. En 2000 los hombres tenían un ingreso per cápita de $32 504 versus $21 086 para las mujeres. El ingreso per cápita para el condado era de $17 263. Alrededor del 15.50% de la población estaba bajo el umbral de pobreza nacional.

## Comunidades

### Ciudades
- Clark Fork
- Dover
- East Hope
- Hope
- Kootenai
- Oldtown
- Ponderay
- Priest River
- Sandpoint